# جیمز سالتر
جیمز سالتر (انگلیسی: James Salter؛ ۱۰ ژوئن ۱۹۲۵ – ۱۹ ژوئن ۲۰۱۵) یک فیلم‌نامه‌نویس، پدیدآور، رمان‌نویس، و خلبان اهل ایالات متحده آمریکا بود. وی خالق ۶ رمان، ۲ مجموعه داستان و ۱ کتاب خود زندگی‌نامه بود.

جیمز آرنولد هوروویتز در ۱۰ ژوئن ۱۹۲۵ در نیویورک به دنیا آمد و در مدرسه نظامی وست پوینت تحصیل کرد.او در ابتدا در نیروی هوایی آمریکا خدمت می‌کرد ولی در سال ۱۹۵۷ از خدمت ارتش استعفاء داد و به نویسندگی روی آورد.

سالتر در تاریخ ۱۹ ژوئیه ۲۰۱۵ در نیویورک درگذشت.

## کتابشناسی
- شکارچیان
- همین و بس
- سال‌های نوری
- دیشب